# Міщик Людмила Іванівна
Людмила Іванівна Міщик (нар. 12 серпня 1941, м. Ленінськ Волгоградської області, Російська РФСР, СРСР) — український педагог та вчений, доктор педагогічних наук (1997), професор (2000).

## Життєпис
Людмила Міщик народилася 12 серпня 1941 року в місті Ленінськ Волгоградської області Росії. Батько загинув на фронтах німецько-радянської війни, тому мати виховувала самостійно. Після переїзду до України в 1966 році закінчила Запорізький державний педагогічний інститут (нині — Запорізький національний університет). Ще під час навчання у ЗВО, з 1959 по 1966 роки працювала вихователем дошкільного закладу № 6 металургійного комбінату «Запоріжсталь». В 1966 році була призначена завідувачкою дитячим комбінатом № 17 Дніпровського електродного заводу у м. Запоріжжі. 1967 року Людмила Міщик перейшла на викладацьку діяльність. Спочатку п'ять років (до 1972 року) працювала викладачкою на кафедрі педагогіки і психології у рідному педінституті. З 1972 по 1975 рік навчалася в аспірантурі Академії педагогічних наук Української РСР, а за сумісництвом працювала викладачкою Запорізького педагогічного училища. В 1975 році перейшла до своєї альма-матер — Запорізького державного педагогічного інституту старшим викладачем кафедри педагогіки. Кандидатську дисертацію захистила в 1976 році, а звання доцента одержала наступного року. У 1990 році була призначена завідувачем кафедри педагогіки та психології. Під керівництвом вченої в 1991 році вперше в Україні було відкрито спеціальність «Соціальна педагогіка». З 1994 по 2005 рік працювала деканом факультету соціальної педагогіки та психології. Потім повернулася — завідувачем кафедри педагогіки та психології. З 2007 по 2009 роки працювала на посаді професора цієї ж кафедри. У 2009 році переїхала до міста Глухова на Сумщині. З цього часу працює завідувачкою кафедри соціальної педагогіки і психології (з 2014 року — кафедра соціальної педагогіки і соціальної роботи) Глухівського національного педагогічного університету імені Олександра Довженка. За ініціативи Людмили Міщик з 2013 року почалася співпраця та було заключено договір про міжнародне співробітництво між Університетом прикладних наук Циттау-Герліц (Німеччина) та Глухівським національним педуніверситетом імені Олександра Довженка.

## Наукова діяльність
Вчена здобула науковий ступінь у 1997 році за спеціальністю Педагогічні науки. 13.00.05 — Соціальна педагогіка. Докторська дисертація була захищена в Київському національному університет імені Т. Шевченка.
Людмила Міщик здійснює наукові дослідження з такої тематики:
- проблеми соціальної педагогіки і соціальної роботи в процесі суспільних трансформацій;
- особливості соціально-пед. діяльності з обдарованими дітьми та молоддю;
- європейський досвід соціально-педагогічної роботи в загально-освітніх навчальних закладах у процесі інклюзивного навчання.

Авторка понад 300 наукових праць.
Наукові праці
- Соціальна педагогіка: Навч. посіб. Київ, 1997;
- Загальна педагогіка: Навч.-метод. посіб. Запоріжжя, 2007;
- Теорія і практика професійної підготовки соціального педагога. Глухів, 2011;
- Вступ до спеціальності «Соціальна педагогіка»: Навч. посіб. Київ, 2013 (співавт.);
- Соціально-педагогічна діяльність в умовах трансформації суспільства: теоретичні та прикладні проблеми. Черкаси, 2014 (співавт.).

## Нагороди та відзнаки
- Нагрудний знак міністерства освіти і науки України «Відмінник освіти» (1995).
- Нагрудний знак «Василь Сухомлинський» (2005).
- Медаль Національної академії педагогічних наук України «Григорій Сковорода» (2019).
- Премія ЮНЕСКО «За виховання в дусі миру» (2000).